# みずき健
みずき 健（みずき けん）は、日本の漫画家、イラストレーター。

## 漫画作品

### コミックス
- シークエンス (1989、新書館/ウィングス・コミックス)
- 3月4月 (1990、新書館/ウィングス・コミックス)
- 高根平3丁目 (1991、白泉社/ジェッツコミックス)
- N.G.Dreams (1995、学研/ノーラコミックスPockeシリーズ)
- シークエンス (1998、新書館/ウィングス文庫)
- PLATINUM BOYS 2 ※アンソロジー集　(1998、角川書店/あすかCDX)

### 単行本未収録作品[1]
- それでも夕日は真紅かった（1985年、アニメック 5月増刊ステイ2号 / ラポート）
- 拓ちゃんを探して（1985年、メルティレモン 3号 / 白泉社）
- オープンセサミ（1986年、WHAT 10号 / 東京三世社）
- メーワクが来た！！（1986年、メルティレモン7号 / 白泉社）
- コルト（1989年、ウィングス10月号 / 新書館）
- コルト2（1990年、ウィングス1月号 / 新書館）
- コルト3（1990年、サウス9号 / 新書館）
- ABC、KISS（1991年、サウス10～11号 / 新書館）
- 月夜の都大路（1990～91年、ウィングス10月号～7月号 / 新書館）
- 巨神戦記（1992～93年、ウィングス / 新書館）
- プラチナ・マインド（1991～93年、月刊ASUKA(あすか) / 角川書店)
- 僕のうろこ（1993年、セリエミステリーSpecial / 白泉社）
- 朱の星封陣（1994年、セリエミステリーSpecial 2月号 / 白泉社）
- バブル・マジック（1994年、月刊ASUKA(あすか) 8～9月号/ 角川書店)
- OpAat（1995年、月刊ASUKA(あすか) 12月号/ 角川書店)
- 熱帯夜のように～巨神戦記～（1995・96年、サウス 夏・冬/ 新書館）
- 満ちない月～熱帯夜のように続編～（1997年、サウス 4・6・10月号/ 新書館）
- ゴーインぐバレンタイン（1997年、HAPPY　TOY / 桜桃書房)
- A&C（1998年、うちの猫 / ラポート)
- 白黒・灰色♡（1999年、猫らぶらぶ日記 / 早稲田出版)
- エビバデGOGO（1999～2000年、きみとぼく　12・1・3月号 / ソニーマガジンズ)
- 黄色い夜空（2000年、コミックアイズ6月号 / ホーム社)
- 親バカ大騒ぎ（2000年、猫っこ倶楽部ジュニアスペシャルVol.1 / あおば出版)

## イラスト作品

### 表紙（雑誌）
- 「ぱふ」表紙（1986年1月号～1999年4月号、雑草社）

### 表紙・挿絵（小説）
- 島村洋子
  - 夢のおぼっちゃまミルキー・ウェイ（1987、コバルト文庫）

- 日向章一郎（すべて コバルト文庫）
  - リトル・ギャングに胸さわぎ（1987）
  - リトル・ギャングに首ったけ（1990）
  - 放課後シリーズ（1988～1995）
  - 星座シリーズ（1989～2000）
  - 楽天使のテーマ 1〜2（1993～1994）

- 林葉直子
  - 新とんでもポリス シリーズ（1989～1993、講談社X文庫ティーンズハート）

- くりこ姫
  - 銀の雪降る降る - 宝ヶ池の四季（1991、新書館/ウィングス・ノヴェルス）
  - 銀の雪降る降る（1999、ウィングス文庫）

- 小林真樹
  - 僕はきみの、そばにいるから（1995、角川ルビー文庫）

- 七海花音
  - 聖ミラン学園物語シリーズ（1995～1998、パレット文庫）

- 鹿住槇
  - 絶対の領分シリーズ（1996～1998、角川書店/ASUKAノベルス）

- 五百香ノエル
  - デッド・スポット 幼馴染み冒険隊（1999、徳間書店/キャラ文庫）

- 篠野碧（すべて ディアプラス文庫）
  - だから僕は溜息をつく（2000）
  - BREATHLESS (ブレスレス) - 続・だから僕は溜息をつく（2001）
  - リゾラバで行こう! (2000)
  - プリズム（2001）
  - 晴れの日にも逢おう (2002）

- 高坂結城
  - エンジェリック・ラバー（2000、キャラ文庫）

- 野田麻生
  - A戦場のプリンセス（2002、角川ルビー文庫）
  - Z戦場のマイ・フェア・レディ（2003、角川ルビー文庫）

- 上領アヤ
  - ムーンヴォイスの奇跡（2002、コバルト文庫）

- ごとうしのぶ
  - Bitter Memories　初期短編集（2003、角川ルビー文庫）
  - Sweet Memories　初期短編集（2003、角川ルビー文庫）

### ジャケットイラスト・ブックレット
- 「ふるえるぜ! HEART ～J9と仲間達～」『J9シリーズ』TVサントラ（1988、キングレコード）
- 「君を眠らせない」 鎧伝サムライトルーパー デビューアルバム（1988、キングレコード）
- 「決定盤！スターチャイルドベストコレクション」（1989、キングレコード）
- 「天空伝サムライトルーパー」ドラマCD　裏ジャケット（1989、キングレコード）
- 「つかまえていて」OVA「鎧伝サムライトルーパー MESSAGE」主題歌シングルCD（1991、キングレコード/本間かおり）
- 「鎧伝サムライトルーパー　花」 MESSAGE オリジナルサウンドトラック（1991、キングレコード）
  - 24pブックレットのイラスト画集付
- 「銀の雪降る降る - 宝ヶ池の四季」 CDノヴェルス（1992、新書館/原作：くりこ姫）
- 「放課後のティンカー・ベル - 音物語 ミュージックストーリー」（1992、EMIミュージック・ジャパン/原作：日向章一郎）
- 「サムライハート ～2022～」カバー企画[2]（2022、サンライズミュージック/森口博子・草尾毅）
  - 草尾は最初、『サムライハート』を歌ってほしいとオファーを受けた際、「『サムライハート』は森口さんの歌唱力があってのものだから」と躊躇していた。しかし最終的に「作曲者の茂村さんがアレンジを、みずき健さんがジャケットイラストを描いてくださるなら」と自ら発案し[3]、コラボをするに至った[4]。

## イラスト集

### 画集
- Cotton Color（1989、雑草社）
- SARASA(さらさ) みずき健画集 (1992、白泉社）
- みずき健複製原画集（1995、雑草社）
- Greetings ぱふ表紙 ALL COLLECTION 1992-1999（2001、雑草社）
- みずき健『ぱふ』表紙自選イラスト集 紙彩 -カミサイ-  (2024、COMITIA実行委員会)[5][6]

### ポストカード
- 放課後SPECIAL - COLOR POSTCARD (1992、コバルト文庫) 
  - 日向章一郎の小説『放課後シリーズ』の表紙イラスト集

- 星座SPECIAL - POSTCARD COLLECTION (1994、コバルト文庫)
  - 日向章一郎の小説『星座シリーズ』の表紙イラスト集

### その他
- イラスト・ストーリーCain (1996、学研プラス)
  - 水丸ちかきとの共著

## 映像化作品
- シークエンス (アニメ) - 1992年にDVD化されている。

## 音楽

### シークエンス - SEQUENCE ORIGINAL ALBUM
1990年1月26日、EMIミュージック・ジャパンより発売されたイメージアルバム。
オリジナルキャストによるミニドラマと曲が収録されている。
ミニドラマ
- 脚本：渡辺麻実
- 音楽：石田勝範

キャスト
- 歳蘭：佐々木望
- 大佐：中村大樹
- 華羅：勝生真沙子

収録曲
- 「Morning Time[7]」

作詞・作曲：谷山浩子、編曲：石井AQ、歌：上野洋子
- 「空色飛行」（instrumental）

作曲：石井AQ
- 「恋人」

作詞・作曲：谷山浩子、編曲：石井AQ、歌：上野洋子
- 「モザイク回廊」（instrumental）

作曲：石井AQ
- 「Cotton Color[8]」

作詞・作曲：谷山浩子、編曲：石井AQ、歌：上野洋子
- 「Sequence」（instrumental）

作曲：石田勝範
- 「漂流時代」

作詞：安藤芳彦、作曲：茂村泰彦、歌：中村大樹
- 「風になりたい」

作詞：安藤芳彦、作曲：茂村泰彦、歌：勝生真沙子
- 「永遠の旅人」

作詞：安藤芳彦、作曲：茂村泰彦、歌：佐々木望

### シークエンス - サウンドトラック
アニメ「シークエンス」のサウンドトラック。
1992年3月18日、EMIミュージック・ジャパンより発売された。
音楽：渡辺俊幸
instrumental以外の収録曲
- 「PUREゴールド」

歌：山口由子
- 「涙という名の水」

歌：上野洋子
- 「放課後のデリカシィー」

歌：広谷順子
- 「じゃあな！」

歌：岩﨑元是
- 「SEQUENCE - I Love You Again」

歌：広谷順子